# Pterula intermedia
Pterula intermedia är en svampart som beskrevs av Dogma 1966. Pterula intermedia ingår i släktet Pterula och familjen mattsvampar.   Inga underarter finns listade i Catalogue of Life.